# 楡井久
楡井 久（にれい ひさし、1940年10月 - 2021年1月28日）は、日本の環境地質学者。

## 経歴
福島県会津地方生まれ。大学で地質学を専攻。1970年に千葉県職員となり、以降30年近くにわたり地盤沈下、地質汚染、液状化などに関わった。1976年から就任していた水質保全研究所・地質環境第一研究室室長を最後に県職員を退職し、1998年4月から茨城大学に転じて、広域水圏環境科学教育研究センター陸水域環境自然史分野の教授に着任した。2006年、茨城大学を定年退職し、在職中に就任していた特定非営利活動法人日本地質汚染審査機構理事長（専従）となった。
2021年1月28日、死去。

## 千葉セクションの国際標準地をめぐって
千葉セクションの国際標準模式層断面及び地点（地球磁場逆転層チバニアン）)としての登録申請をめぐる動きの中で、当初は楡井も申請を推進する立場から発言していた。ところが、2010年代後半になると、申請を進めようとしていたグループの研究に不適切な部分があり、認められないとする見解を示すようになった。
楡井を会長とする研究団体「古関東深海盆ジオパーク認証推進協議会」は、2018年1月中旬に、現地の民有地部分に、所有者の協力を得てコンクリートブロック製の階段を設けた。これに対して、天然記念物としての指定を目指していた市原市は、現状変更にあたるとして困惑していると報じられた。2019年5月、楡井は現地の民有地の所有者から前年の内に借地権を取得していたことを公表し、これを根拠に他の研究者の自由な立ち入りを拒むこともあり得ると述べ、これによって現地への自由な立ち入りが前提となっている国際標準模式層断面及び地点への登録は極めて困難になったと報じられた。事実、申請手続きが一時中断した。
上記に対し、2019年9月19日、市原市が提出していた「同地層へ研究者が調査や研究を進めるため立ち入ることを、土地の所有者や賃借権者らが正当な理由なく妨げてはならないことや、妨げた場合は5万円以下の過料を科す罰則規定を定めた条例案」が全会一致で可決・成立した。「古関東深海盆ジオパーク認証推進協議会」の一連の活動は、日本ジオパークネットワーク運営会議 保全ワーキンググループによって「ジオパーク活動の趣旨から外れた問題のある行動」と指摘されている。
2020年1月17日、韓国で行われた国際学会での理事会での投票の結果、千葉セクションの国際標準地への登録が認められ、正式に「チバニアン」と名付けることが決まった。